# ジュリア・マーガレット・キャメロン

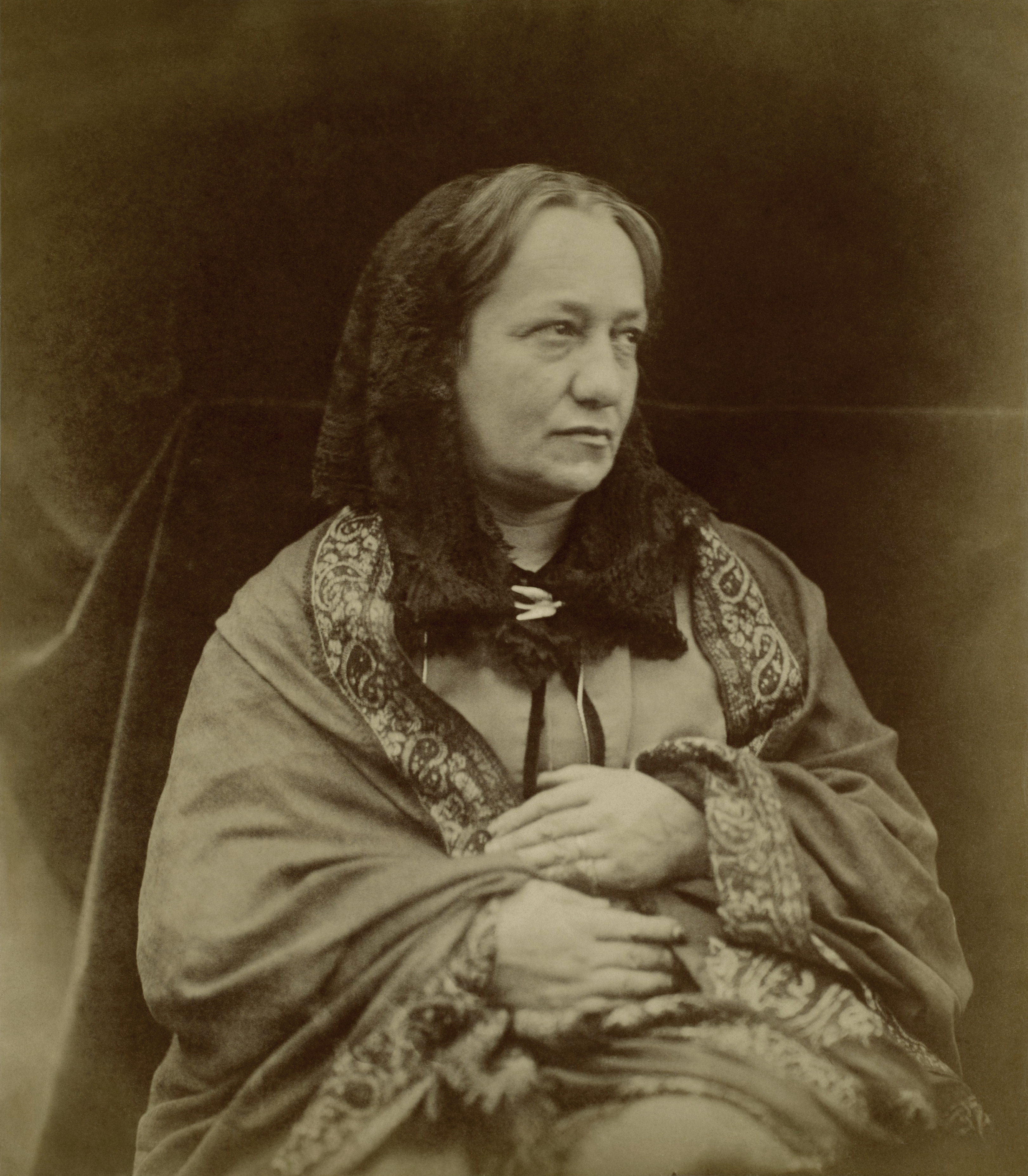
ジュリア・マーガレット・キャメロン

ジュリア・マーガレット・キャメロン （Julia Margaret Cameron、1815年6月11日 - 1879年1月26日）は、イギリスの写真家。当時の有名人の肖像写真、アーサー王その他の伝説的な主題の写真で有名。
キャメロンの写真家としての経歴は、晩年の短期間（約12年間）であった。その作品は写真術の発展に大きな衝撃をもたらし、特にその短く刈り込まれた肖像写真はこんにちなお模倣されている。ワイト島のディンボラ・ロッジ(Dimbola Lodge)に在る彼女の家にはいまなお訪問することが可能である。

## 生涯

### 早年
ジュリア・マーガレット・キャメロンは、東インド会社のイギリス人社員ジェームズ・パトルとフランス貴族の娘アドリーヌ・ド・レタン（Adeline de l'Etang）を両親として、インド、カルカッタで、ジュリア・マーガレット・パトルとして生まれた。キャメロンは、有名な美人一家の出身であったが、姉妹のうちでは醜いアヒルの子と見なされていた。たとえば、姉妹ひとりひとりには、ニックネームの用いる属性があった。姉妹たちには「美人(beauty)」のようなニックネームがあった。ジュリアのニックネームは「才能(talent)」であった。このことは、ジュリアのなかに理想化された美に取り憑かれることを教え込んだ。 

#### 結婚
ジュリアはフランスで教育を受けたが、1838年、インドに帰り、チャールズ・ヘイ・キャメロンと結婚した。夫は彼女より20歳年上で、カルカッタに在るLaw Commissionのjuristであり一員であった。1848年、チャールズ・ヘイ・キャメロンは引退し、一家はイギリス、ロンドンに移った。キャメロンの1歳年下の妹セーラ・プリンセプは元インド高等文官ヘンリー・トービー・プリンセプの妻でロンドン住まいであったが、ケンジントンのホランド・ハウスの寡婦用家屋(dower house)であるリトル・ホランド・ハウスでサロンを主宰していた。そのサロンには、有名芸術家や著作者が定期的に訪れた。1860年、キャメロンは、ワイト島にある詩人テニソンの地所を訪れた。ジュリアは、立地条件が気に入り、キャメロン家はその後まもなく財産を購入した。彼らはそれを、一家のセイロンの地所にちなんでディンボラ・ロッジと称んだ。

## 写真

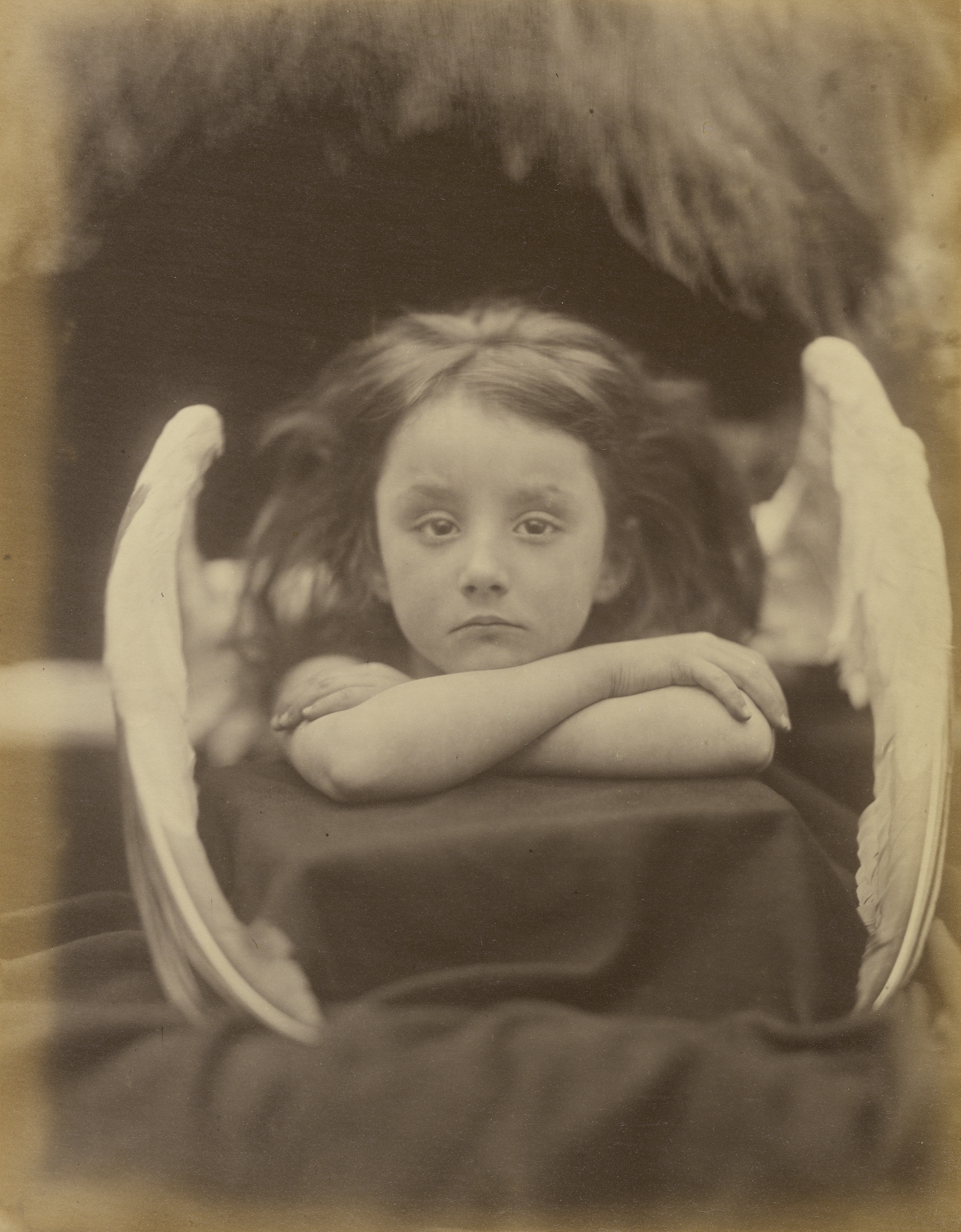
『わたしは待つ』(I Wait)

1863年、キャメロンが48歳のときに娘から写真機が贈られたことにより、キャメロンの写真家としての活動が始まった。
1年もしないうちに、キャメロンは、Photographic Societies of London and Scotlandの一員となった。
キャメロンは写真で美を捕獲しようと努力した。キャメロンは「わたしは、わたしの前に来たあらゆる美を逮捕したいと切望し、ついに切望は満たされた」と書いた。
ワイト島の隣人であるテニソンはしばしば、キャメロンに会いに友人たちを連れて行った。
キャメロンは時々仕事に取り憑かれたようになった。キャメロンが湿板をコーティングし、感光させ、複写する間、モデルたちは目も眩むようなライトを浴びて、長時間におよぶ露光の間、黙って座らされるはめになった。 その間にモデルが動いて、ピントがずれても、キャメロンはわざとレンズはそのままにして、それで生まれたボケが作品の親しみやすさとなり、独自の視覚的な癖となり、その結果、キャメロンの写真は、型にはまらない写真になった。同世代人たちはそれを非難し、キャメロンの作品を嘲笑さえした。しかし、友人たちや家族はキャメロンを支持し、それでキャメロンは当時のアマチュア写真家の中で、最も多作で進歩的な写真家になった。キャメロンの作品に対する熱中ぶりは、モデルを勤める彼女の子供たち、彼女を訪問した著名人たちを終わりなく続く撮影で辟易させることもあったが、同時にモデルたちは最良の写真を後世に残すことができた。
キャメロンは自分の撮った写真を著作権事務所に登録し、その写真に関する詳細なデータを保管した。この抜け目ない商才は、キャメロンの多くの作品が現存している理由の1つである。一方、キャメロンの多くの肖像写真が重要であるとされる理由は、それらが歴史的人物たちの唯一現存する写真である場合が多いからである。絵画やスケッチは残っていても、この当時、写真はまだ目新しく、典型的なポートレイト・スタジオの外で誰かが試している表現技法だった。
キャメロンの写真はほぼ2つのジャンルに分けることができる。しっかりと枠に収められた肖像写真と、宗教や文学作品に基づく寓意的な「写真イラスト（photographic illustrations）」である。とくに写真イラストにおいては、遠くを見つめるような表情や脱力したポーズ、柔らかな照明に、ラファエル前派の影響が明らかに見てとれる。

### 肖像写真

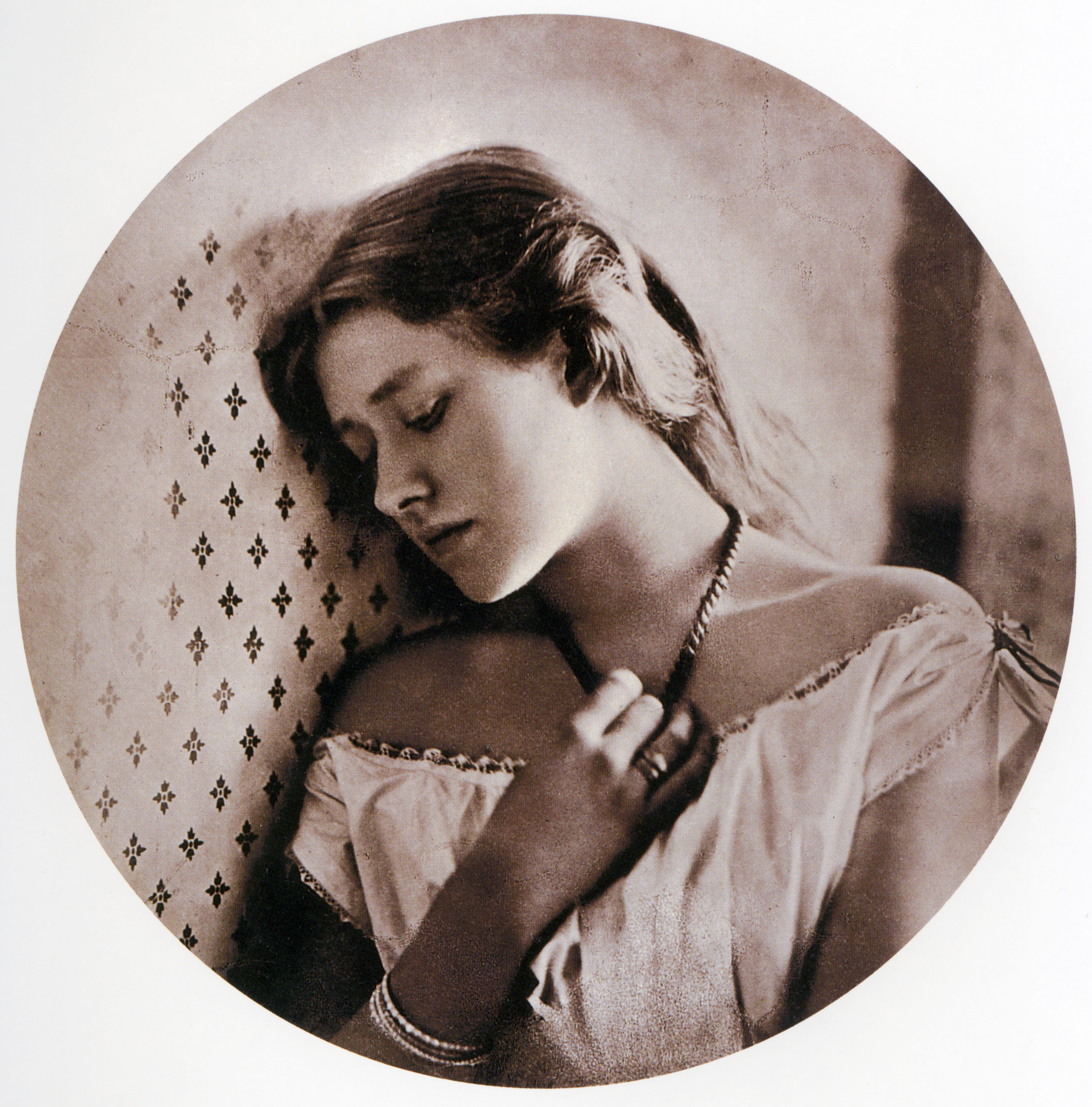
エレン・テリー（1864年）　ジュリア・マーガレット・キャメロン撮影

キャメロンの姉妹は、リトル・ホランド・ハウスで、キャメロンから貰った多くの肖像写真の展示をした。肖像写真のモデルには、以下のような人々がいる。チャールズ・ダーウィン、アルフレッド・テニスン、ロバート・ブラウニング、ジョン・エヴァレット・ミレー、ウィリアム・マイケル・ロセッティ（en:William Michael Rossetti）、エドワード・バーン＝ジョーンズ、エレン・テリー、ジョージ・フレデリック・ワッツ。これらの特徴的な肖像写真のほとんどは、モデルの顔の回りがきっちりトリミングされていて、ソフト・フォーカスである。キャメロンはこうしたヴィクトリア朝の有名人たちと親しくて、自分の写真に彼らの個性を焼き付けようと努力した。

### 演出写真

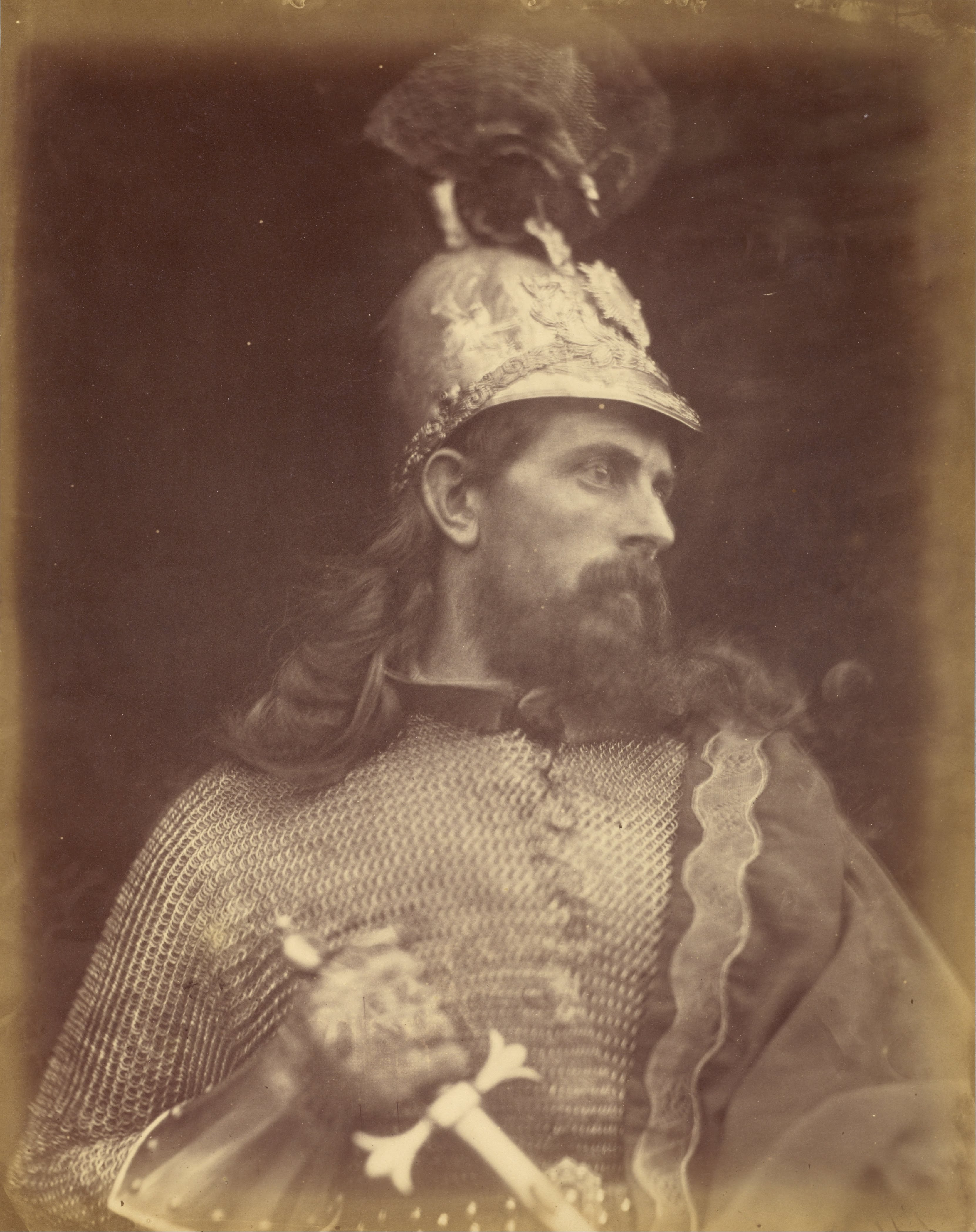
「アーサー王」

芸術上の目標として「リアルなものと理想的なものの結合」を掲げていたキャメロンは、天使、マドンナ、アーサー王、オフィリアといった宗教や文学上の題材に基づく寓意的な演出写真を制作した。
キャメロンは、油彩画のようなクオリティで、歴史の一場面や文学作品をよく写真にした。しかし、背景を隠すことはしなかった。テニソンとの親交で、テニソンは自作のアーサー王伝説に取材した『Idylls of the King』を写真でイラストにしてくれないか、キャメロンに頼んだ。そうして撮られた写真は当時から油彩画に見間違われるほどで、歴史的なコスチュームと複雑なひだ付きの織物など時代考証も行き届いていた。現代では、このようなポーズをとった写真は美術評論家から切り捨てられてしまうが、キャメロンはこれらの写真を、手本にした油彩画同様、芸術だと思っていた。

## 後半生
1875年、キャメロン一家はセイロン島に戻った。キャメロンは写真を続けたが、写真を現像・プリントする化学薬品と純水を手に入れるのが難しいと、手紙で不平をこぼしている。インドでは、リトル・ホランド・ハウスの芸術家コミュニティと連絡する術もなく、また、イギリス時代のように、自分の写真を販売するマーケットも持たなかった。そのため、インドで撮った写真は少ししかなかった。写真の中でモデルを勤めたのは現地のインド人たちで、イギリスの隣人たちに取らせたポーズを彼らにも取らせた。インドで撮られた写真はほとんど現存していない。キャメロンは1879年、セイロン島で亡くなった。

## 遺産

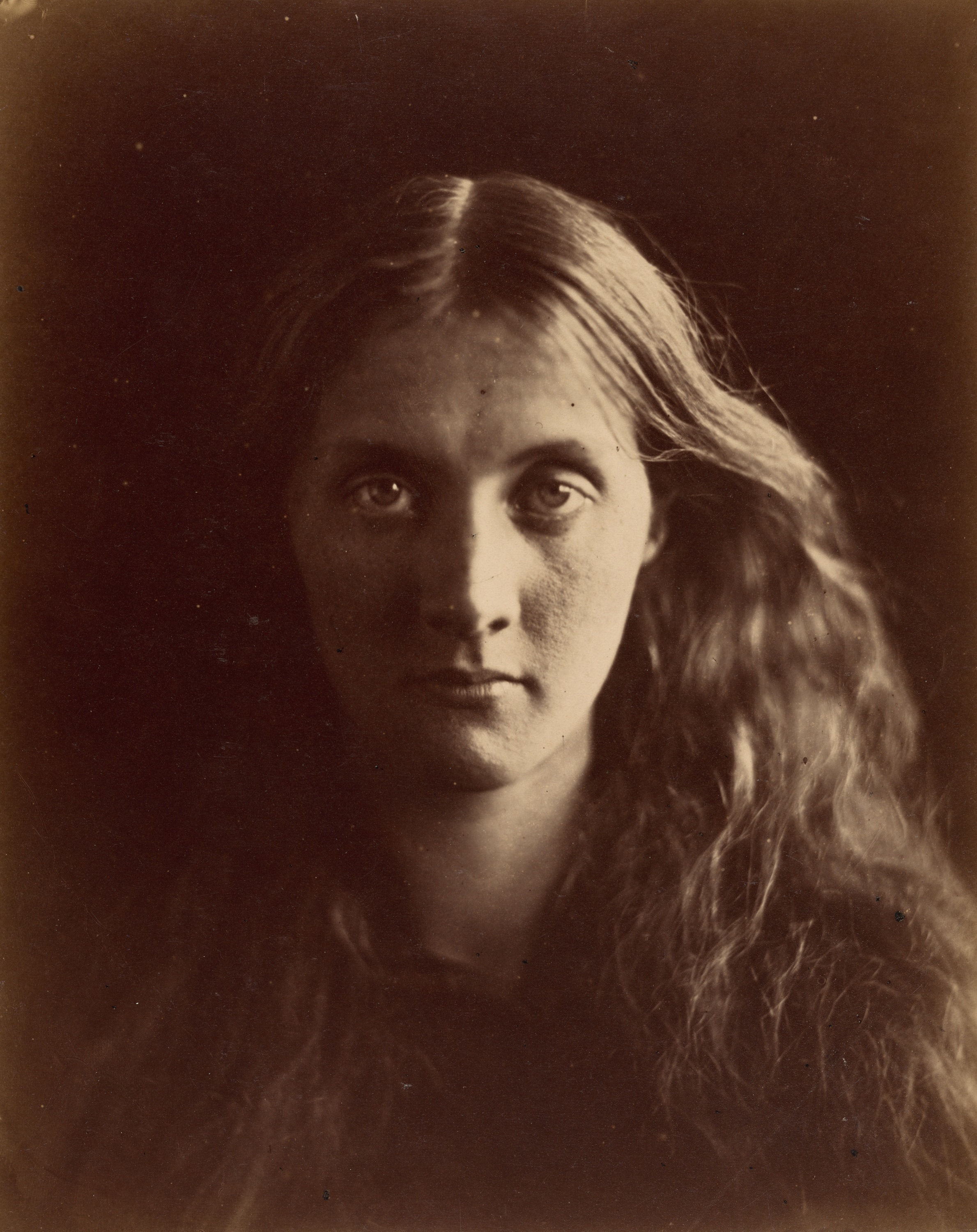
ジュリア・ジャクソンの肖像写真（キャメロン撮影）　ジュリアはキャメロンの姪であり、お気に入りの被写体であり、作家ヴァージニア・ウルフの母である。

キャメロンの姪、ジュリア・プリンセップ・スティーヴン（旧姓ジャクソン）（1846年 - 1895年）は、1886年のイギリス人名辞典初版にキャメロンの伝記を書いた。彼女はヴァージニア・ウルフの母親で、ウルフは唯一の戯曲『フレッシュウォーター』で、キャメロンのワイト島時代の「フレッシュウォーター・サークル」をおもしろおかしく描いている 。とはいえ、キャメロンの写真が広く世に知られることになったのは、1948年、ヘルムート・ゲルンスハイムがキャメロンの作品についての本を書いてからである。